# Auszehrung
Auszehrung, früher auch Schwindsucht (Übersetzung von griechisch-lateinisch phthisis, von griechisch phthíein, ‚schwinden‘, ‚hinschwinden‘) genannt, ist ein historischer medizinischer Ausdruck für eine lebensbedrohliche Abmagerung. Als ursächlich galten völlig unterschiedliche Gründe, auch „zehrende“ (konsumptive) Krankheiten (vor allem Tuberkulose und Krebs). Der Begriff gilt heute als veraltet. Andere, teils ebenfalls veraltete Bezeichnungen sind Abzehrung, Darre, Phthisis, Tabes oder Consumptio. Die Symptomatik wird heute meist durch Atrophie, Kachexie oder Marasmus beschrieben.
Die Verwendung des Begriffs war jedoch nicht einheitlich. 1805 definierte Friedrich Wilhelm von Hoven die Auszehrung als eine Form der Abmagerung, „bei der keine, wenigsten keine offenbare Verletzung der Organisation zugegen ist“, die also nicht krankheitsbedingt erscheint. Im Gegensatz zur Auszehrung bezeichnete er die krankheitsbedingte Abmagerung als Schwindsucht oder Phthisis.
Auch einzelne Teile des Körpers, wie etwa die Bauchspeicheldrüse oder das Auge, konnten der „Auszehrung“ (gemeint war damit eine Verkleinerung des Augapfels) anheimfallen, wenn es – der medizinischen Lehrmeinung vergangener Jahrhunderte nach – nicht ausreichend durch „Nahrungssäfte“ genährt wurde oder auch andere Ursachen zur „Verminderung der Augenfeuchtigkeit“ führten, wie etwa eine Perforation des Glaskörpers, eine von der Norm abweichende Viskosität der Tränenflüssigkeit und Wunden oder Geschwüre auf der Hornhaut. Beschrieben wurde diese „Auszehrung“ des Auges folgendermaßen: „Das Auge sinkt in diesem Falle zusammen, die Iris und die Hornhaut falten sich bisweilen und die Kranken sehen kaum die Gegenstände“.
War die Auszehrung (genannt auch Kachektik) mit Fieber verbunden, sprach man im Mittelalter und später vom Zehrfieber, Auszehrungsfieber oder Dörrfieber, auch vom hektischen Fieber (lateinisch febris hectica, auch griechisch-lateinisch Hectica sowie Hektik genannt, von griechisch hektikós zu hexis, „[chronischer] Zustand“ – vgl. das moderne Adjektiv hektisch,  für „fieberhaft, aufgeregt“), das als Symptom der „Schwindsucht“ (Lungentuberkulose, „Lungendörre“ mit „Lungenfieber“, oder auch andere chronische Erkrankungen die mit Temperaturanstiegen, Abmagerung („Dörrsucht“, Kachexie), Erschöpfung und Schweißausbrüchen einhergehen) geläufig war.
Bis ins 19. Jahrhundert hinein bezeichnete Auszehrung Symptome mit unterschiedlichsten Ursachen. Vor allem Hunger, Mangel an Licht, Luft, Hygiene, guter Kleidung, Wärme etc. Sie war so weit verbreitet, dass Meyers Konversationslexikon noch 1888 schrieb, dass diese Ursachen „mehr Opfer fordern als Krieg und Krankheit selbst.“
Die Abnahme der Körpersubstanz betrifft entweder sämtliche Organe und Gewebe des Körpers gleichmäßig oder sie beschränkt sich auf einzelne Teile. Eine anfangs lokale Auszehrung kann später den ganzen Körper betreffen. Gewöhnlich versteht man unter Auszehrung den Schwund und das Hinsiechen des ganzen Organismus, wie es in der natürlichen Entwicklung im hohen Alter (Senium) vorkommt bzw. in früheren Lebensperioden durch schwere Ernährungsstörungen hervorgerufen werden kann. Am Auffallendsten ist zunächst der Schwund des Fettgewebes, wodurch die Körperformen ihre Rundung verlieren, die Haut ihre Straffheit und Glätte einbüßt und das Gesicht Falten erhält. Im Frühstadium ist auch für Laien die Blässe der Haut und der Schleimhäute auffallend. Später erst stellen sich Verdauungsbeschwerden, oft allgemeine Verstimmung, Trägheit, nächtliche Schweißausbrüche, Wassersucht ein, welche mit steter Abnahme der Kräfte in langsamem Verfall und schließlich zum völligen Aufhören aller Leistungen absinken können.